# جولی هارشباگر
جولی هارشبارگر (زادهٔ ۹ دسامبر ۱۹۸۵) یک زن زننده ضربات آزاد در فوتبال آمریکایی است که در حال حاضر بازیکن آزاد محسوب می‌شود. او به خاطر اولین زنی که توانسته است در فوتبال داخل سالن آمریکا یک فیلد گل به ثمر برساند، شناخته می‌شود. این اتفاق در زمان عضویتش در تیم شیکاگو کاردینالز از لیگ فوتبال داخل سالن قاره‌ای (CIFL) رخ داد. او با هفت فصل، طولانی‌ترین دوران حرفه‌ای ثبت‌شده برای یک زن در فوتبال حرفه‌ای را در اختیار دارد، آن هم در لیگ‌هایی که تحت سلطه مردان هستند (دیگر بازیکنان زن معمولاً کمتر از یک سال در فوتبال حرفه‌ای حضور داشته‌اند).
او در راک‌تون، ایلینوی بزرگ شد، جایی که هم در فوتبال و هم در فوتبال آمریکایی در تیم دبیرستان جامعه هنرگاه فعالیت داشت. بازی او در زمین فوتبال باعث شد که از دانشگاه راکفورد بورسیه بگیرد. او دو بار به عنوان بازیکن برتر کنفرانس شمالی ایلینوی-آیووا در فوتبال شناخته شد. در سال سوم، او به دانشگاه بندیکتین منتقل شد و در آنجا دو بار دیگر به تیم برتر کنفرانس پیوست و در فصل آخر تحصیلش، در تعداد پاس گل‌ها بهترین بازیکن تیم شد. هارشبارگر عمدتاً برای تیم‌های فوتبال داخل سالن در منطقه شیکاگو بازی کرده است.

## اوایل زندگی
جولی به دبیرستان جامعه هنرگاه در راک‌تون، ایلینوی رفت، جایی که در هر دو رشته فوتبال و فوتبال آمریکایی موفق بود.

## دوران دانشگاهی

### دانشگاه راکفورد
هارشبارگر موفق شد از دانشگاه راکفورد در راکفورد، ایلینوی بورسیه بگیرد، جایی که او در هر سه رشته فوتبال و فوتبال آمریکایی و بیسبال بازی می‌کرد.

#### فوتبال
او از ۲۰۰۴ تا ۲۰۰۵ برای تیم بانوان ریجنتز که یک تیم از مؤسسه ان‌سی‌ای‌ای دیویژن ۳ بود، بازی کرد و دو بار به عنوان بازیکن برتر کنفرانس شمالی ایلینوی-آیووا شناخته شد.

#### فوتبال آمریکایی
او در تیم فوتبال آمریکایی به عنوان زننده ضربات آزاد بازی می‌کرد.

### دانشگاه بندیکتین
هارشبارگر بعد از دو سال از دانشگاه راکفورد به دانشگاه بندیکتین منتقل شد. او در سال سوم تحصیلش در تیم فوتبال آمریکایی بازی کرد. در فوتبال، او دو بار به عنوان بازیکن برتر کنفرانس ان‌آی‌آی‌سی شناخته شد. به عنوان دانشجوی سال آخر در سال ۲۰۰۷، او پنج گل به ثمر رساند و با هفت پاس گل، بهترین بازیکن تیم شد.

## دوران حرفه‌ای

### شیکاگو کاردینالز
در سال ۲۰۱۰، هارشبارگر شانس خود را با تیم شیکاگو کاردینالز امتحان کرد.
پس از شرکت در چندین تست، هارشبارگر پیش از شروع فصل از تیم کاردینالز کنار گذاشته شد. با این حال، ۳ هفته پس از شروع فصل، تیم دوباره با او تماس گرفت و به دلیل مشکلاتشان در ضربات پا از او خواستند تا به تیم برگردد و بازی کند. این اتفاق باعث شد که هارشبارگر به دومین زنی تبدیل شود که در لیگ سی‌آی‌اف‌ال بازی کرده است. اولین زن کتی هنیدا از تیم فورت وین فایرهاکس بود. هنیدا در بازی افتتاحیه فایرهاکس یک امتیاز اضافه به ثمر رساند و به اولین زن تبدیل شد که در سی‌آی‌اف‌ال امتیاز کسب کرده است. با این حال، هارشبارگر اولین زنی بود که توانست در یک بازی فوتبال داخل سالن حرفه‌ای یک فیلد گل به ثمر برساند. او در باخت ۴۵–۶۹ مقابل فایرهاکس با یک فیلد گل ۲۴ یاردی موفق به ثبت رکورد شد. در طول فصل، او موفق شد تنها ۱ فیلد گل از ۱۶ تلاش خود را به ثمر برساند و از ۱۱ تلاش، ۴ مورد را به امتیاز تبدیل کند.

### شوالیه‌های شیکاگو
در سال ۲۰۱۱، هارشبارگر به تیم شوالیه‌های شیکاگو پیوست که جایگزین کاردینالز در سی‌آی‌اف‌ال شده بودند. او در این فصل عملکرد بهتری از خود نشان داد و با موفقیت ۸ فیلد گل از ۱۴ تلاش و ۱۹ شوت از ۲۶ شوت را به امتیاز تبدیل کرد و با ۴۳ امتیاز بهترین بازیکن امتیازگیر تیم شد.

### شیکاگو وایپرز
در ۲۳ فوریه ۲۰۱۲، اعلام شد که هارشبارگر با تیم شیکاگو وایپرز که جایگزین شوالیه‌های شیکاگو در سی‌آی‌اف‌ال شدند، قرارداد امضا کرده است.

### شیکاگو بلیتز
در سال ۲۰۱۴، هارشبارگر با تیم شیکاگو بلیتز که در سی‌آی‌اف‌ال بازی می‌کرد، قرارداد امضا کرد. او با ثبت ۵ فیلد گل در این فصل، توانست عنوان بهترین بازیکن تیم‌های سی‌آی‌اف‌ال را به دست آورد. هارشبارگر در ۵ آوریل ۲۰۱۶ از تیم بلیتز کنار گذاشته شد.

### عقاب‌های شیکاگو
در ۱۲ می ۲۰۱۶، هارشبارگر با تیم عقاب‌های شیکاگو قرارداد امضا کرد.